# This Heat
This Heat war eine experimentelle britische Rockband. Das Trio wurde 1976 von den Multiinstrumentalisten und Klangkünstlern Charles Bullen, Charles Hayward und Gareth Williams im Londoner Stadtteil Camberwell gegründet.  Zu ihren Vorbildern zählte This Heat deutsche Krautrock-Bands wie Can und Faust, den Dub-Pionier Lee „Scratch“ Perry und die Avantgarde-Gruppe Throbbing Gristle. Das Schaffen von This Heat bewegt sich zwischen Post-Punk, Prog, Industrial, Noise, Musique concrète sowie Elektroakustischer Musik und gilt als wegweisend für das Genre Post-Rock.

## Bandgeschichte
1977 spielte John Peel in seiner Radiosendung Demoaufnahmen, die This Heat im Haus von Haywards Eltern aufgezeichnet hatte. In dieser Zeit machte die Band auch Aufnahmen mit dem ghanaischen Perkussionisten Mario Boyer Diekuuroh, wovon Teile 1982 auf einer Kassette des französischen Experimental-Rock-Magazins Tago Mago erschienen, zusammen mit Aufnahmen von Albert Marcoeur. Später richtete sich die Gruppe ein Studio in einem ehemaligen Kühlraum in Brixton ein.
1979 erschien das erste, sehr experimentelle Album This Heat, aufgenommen zwischen 1976 und 1978.  Im Jahr darauf kam die EP Health and Efficiency heraus, 1981 dann das zweite und letzte Album der Band, Deceit.
Obwohl die späteren Aufnahmen sich stärker am Punk orientierten, blieb der kommerzielle Erfolg aus. Nach einer letzten Europatour löste sich die Gruppe 1982 auf.
1988 wurden die Peel Sessions veröffentlicht (1996 nochmals mit Bonusmaterial). 1993 kamen bis dahin unveröffentlichte Aufnahmen von This Heat unter dem Titel Repeat auf den Markt. Die 6-CD-Box Out of Cold Storage von 2006 enthält alle bis dahin erschienenen Veröffentlichungen der Band.
Gareth Williams erlag am 24. Dezember 2001 im Alter von 48 Jahren einem Krebsleiden.
Zwischen 2016 und 2019 traten Charles Bullen und Charles Hayward unter den Namen This Is Not This Heat auf.
2020 wurden die beiden Studioalben als Remaster neuveröffentlicht.

## Diskografie
Studioalben:
- 1979: This Heat
- 1981: Deceit

Extended Plays:
- 1980: Health and Efficiency (12″ EP, 3″-Mini-CD, 1988)
- 1980: The Peel Sessions

Live-Alben:
- 1986: This Heat Live (MC, Aufnahmen eines Konzertes in Krefeld, 1980)
- 2006: Scala (Bootleg 1979, Konzert in London)
- 2006: Live 80/81
- 2007: Final Revelations (Abschlusskonzert 1982 und Demos für ein nicht vollendetes Album)
- 2007: Live at I.C.A. Club 1980 (Bootleg eines Konzertes im Londoner Institute of Contemporary Arts)

Kompilationen:
- 1996: Made Available: John Peel Sessions (Wiederveröffentlichung)
- 1993: Repeat (Extended Mixes)
- 2006: Out of Cold Storage (6 CD-Boxset)

Sonstige:
- 1982: Recommended Records Sampler (Label-Sampler, Beitrag Pool)
- 1982: This Heat with Mario Boyer Diekuuroh (MC, geteilt mit Albert Marcoeur)
- 2005: John Peel Shows (Bootleg von 1977)
- 2006: Face Hand Shy: Rarities (Peel-Demos, Health and Efficiency, Aufnahmen mit Mario Boyer Diekuuroh und Live-Aufnahmen)
- 2020: This Heat Meets Mario Diekuuroh at Cold Storage (Aufnahmen mit Mario Boyer Diekuuroh von 1977)